# Blousson-Sérian
 Blousson-Sérian  là một xã thuộc tỉnh Gers trong vùng Occitanie tây nam nước Pháp. Xã này có độ cao trung bình 224 mét trên mực nước biển.